# Nripendra Narayan
Nripendra Narayan (Koch Bihar, 4 ottobre 1862 – Bexhill-on-Sea, 18 settembre 1911) fu maharaja di Koch Bihar dal 1863 al 1911.

## Biografia

### I primi anni
Nripendra Narayan aveva solo dieci mesi quando suo padre Narendra Narayan morì nel 1863. Venne incoronato come sovrano in quello stesso anno, ma data la sua giovane età l'amministrazione del suo regno venne diretta da un commissario nominato dal governatore generale dell'India britannica.
Suo fratello maggiore era divenuto raja di Chitaranjan e Rupnarayanpur, terra dei loro antenati. Ancora giovane compì i propri studi al Wards Institute di Benaras, proseguendoli poi al Bankipur College di Patna ed infine al Presidency College di Calcutta. Nel 1878 sposò Suniti Devi, figlia di Keshab Chandra Sen di Calcutta. Immediatamente dopo il matrimonio, il sovrano partì alla volta del Regno Unito per proseguire i propri studi universitari.

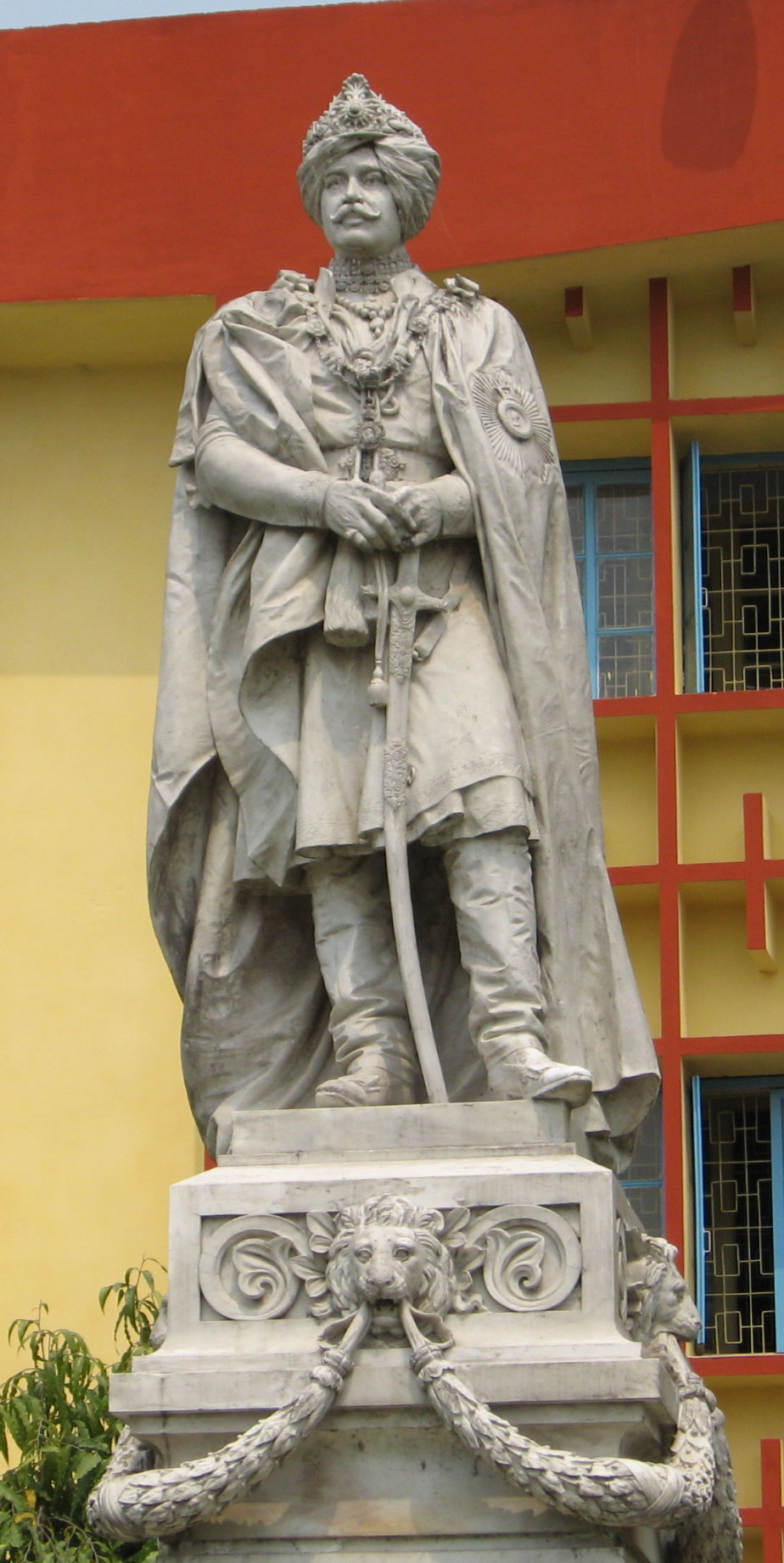
Statua di Nripendra Narayan nella città di Koch Bihar.

### Il governo

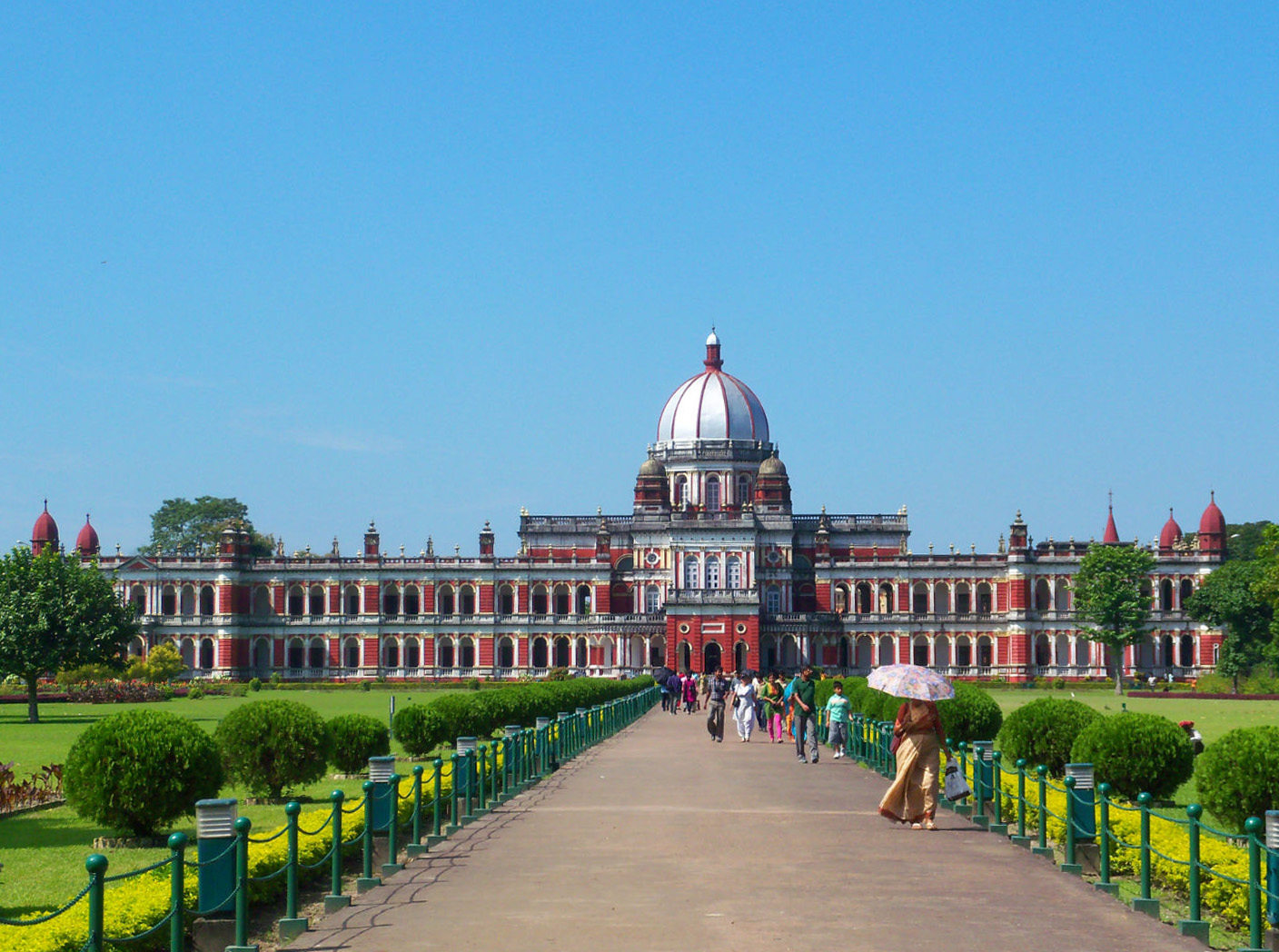
Facciata del Palazzo reale di Joch Bihar

Durante il suo regno, Nripendra Narayan bandì ufficialmente la schiavitù nel proprio stato (in indiano: Kritadas Pratha) introducendo una legge apposita che puniva gli schiavisti nel 1884. Nel 1888, per consentire ai suoi sudditi di proseguire gli studi superiori, fondò il Victoria College, oggi noto come A.B.N. Seal College. Sempre in nome della regina Vittoria, sua moglie Suniti Devi, fondò una scuola chiamata Suniti College nel 1881 che è l'attuale Suniti Academy. Nel 1883 fece costruire la Nripendra Narayan Hall nella città di Jalpaiguri e nel 1887 concesse il terreno necessario per la costruzione del Lowis Jubilee Sanitarium a Darjeeling. Fondò inoltre l'India Club di Calcutta nel 1882. Fu il fondatore del Anandamayi Dharmasala che si occupava della distribuzione di cibo gratuito ai poveri di Koch Bihar, nel 1889. A Koch Bihar fondò un giardino botanico, il Narendra Narayan Park, nel 1892. Fu inoltre il primo presidente del Calcutta Club, fondato nel 1907, e membro della Massoneria.
Per la sua fedeltà all'Impero britannico in India e per i suoi particolari meriti nei confronti della regina Vittoria, quest'ultima lo promosse al rango nobiliare di maharaja a titolo personale nel 1880, mutato nel 1884 in titolo ereditario, trasmissibile ai suoi eredi al trono.
Il maharaja fu inoltre un ottimo giocatore di cricket e promosse la fondazione di una squadra anche a Koch Bihar, invitando a giocare nel proprio stato importanti squadre e giocatori di tutto il mondo. Nel suo palazzo reale di Koch Bihar si fece costruire un grande campo da cricket, come pure ne fece costruire uno ad Alipore presso Calcutta. La sua squadra, la Jagadindra Nath Roy disputò partite anche in Bengala.

### Gli ultimi anni
Nripendra morì a Bexhill-on-Sea, in Inghilterra, nel settembre del 1911, dove stava trascorrendo un periodo di convalescenza dopo aver lasciato l'ospedale di Moor Hall, presso Ninfield, per delle cure. I suoi funerali si tennero a Bexhill il 21 settembre 1911.

## Onorificenze

### Posizioni militari onorarie
| Forza militare      | Unità    | Posizione          | Anno |
| ------------------- | -------- | ------------------ | ---- |
| British Indian Army | Esercito | Tenente Colonnello |      |